# Microstylum simplicissimum
Microstylum simplicissimum là một loài ruồi trong họ Asilidae. Microstylum simplicissimum được Loew miêu tả năm 1852. Loài này phân bố ở vùng nhiệt đới châu Phi.